# Saint-Urbain (Finisterra)
Saint-Urbain é uma comuna francesa na região administrativa da Bretanha, no departamento Finisterra. Estende-se por uma área de 15,14 km². Em 2010 a comuna tinha 1 676 habitantes (densidade: 110,7 hab./km²).